# Radwimps Tour 2007 "Harumaki"
Radwimps Tour 2007 "Harumaki" (RADWIMPS TOUR 2007 "春巻き", "Rolinho Primavera")  estilizado como RADWIMPS TOUR 2007 "Harumaki", foi a turnê nacional da banda de rock japonesa RADWIMPS para a promoção do álbum RADWIMPS 4 ~Okazu no Gohan~. Iniciada no dia 5 de março de 2007 em Tóquio, a turnê teve curta duração, acontecendo no transcurso de um mês e se encerrando no dia 8 de abril em Yokohama. Embora tenha sido uma turnê de curta duração, ela teve grande sucesso, devido ao grande aumento de popularidade que a RADWIMPS veio ganhando desde o inicio de 2006, o que acabou por dar inicio à consolidação da banda como uma das mais populares do Japão.
O segundo álbum de vídeo da banda, o RADWIMPS Nama Harumaki (RADWIMPS Spring Rool Tour 2007) é fruto direto da turnê. Lançado em 11 de junho de 2007, esse álbum seria o primeiro a trazer registros das apresentações ao vivo da banda, combinados com filmagens adicionais.
A turnê contou também com apresentações surpresas dos Misoshiru's, banda alter-ego da RADWIMPS em todos os shows da turnê.

## A Turnê
A RADWIMPS Tour 2007 Harumaki contou com 15 apresentações em 10 cidades japonesas: Tóquio, Osaka, Fukuoka,Hiroshima, Sapporo, Sendai, Niigata, Kochi, Nagoia e Yokohama.

## Datas das apresentações
| Data                | Província | País  | Local                  |
| ------------------- | --------- | ----- | ---------------------- |
| 5 de março de 2007  | Tóquio    | Japão | Zepp Tokyo             |
| 7 de março de 2007  | Osaka     | Japão | Zepp Osaka             |
| 8 de março de 2007  | Osaka     | Japão | Zepp Osaka             |
| 10 de março de 2007 | Fukuoka   | Japão | Zepp Fukuoka           |
| 12 de março de 2007 | Hiroshima | Japão | Hiroshima CLUB QUATTRO |
| 20 de março de 2007 | Hokkaido  | Japão | Zepp Sapporo           |
| 22 de março de 2007 | Miyagi    | Japão | Zepp Sendai            |
| 24 de março de 2007 | Niigata   | Japão | Nigata LOTS            |
| 27 de março de 2007 | Tóquio    | Japão | Zepp Tokyo             |
| 28 de março de 2007 | Tóquio    | Japão | Zepp Tokyo             |
| 1 de abril de 2007  | Kochi     | Japão | Kochi BAY5 SQUARE      |
| 4 de abril de 2007  | Aichi     | Japão | Zepp Nagoya            |
| 5 de abril de 2007  | Aichi     | Japão | Zepp Nagoya            |
| 7 de abril de 2007  | Kanagawa  | Japão | Yokohama BLITZ         |
| 8 de abril de 2007  | Kanagawa  | Japão | Yokohama BLITZ         |

## A banda
- Yojiro Noda – vocal, guitarra
- Akira Kuwahara – guitarra, backing vocal
- Yusuke Takeda – baixo, backing vocal
- Satoshi Yamaguchi – bateria, backing vocal
- Shuji Koguchi – guitarra

Se apresentando como Misoshiru's:
- John – vocal
- Paul – guitarra
- Tony – baixo
- Makka – bateria

## Repertório da turnê
Ao longo de toda a turnê, a RADWIMPS se apresentou com 21 músicas, sendo todas elas canções da própria banda.
| Canção | Número de performances |
| --- | ---------------------- |
| 05410-(n) (do álbum RADWIMPS 4 ~Okazu no Gohan~, 2006)                                                    | 15                     |
| Bagoodbye (do álbum RADWIMPS 4 ~Okazu no Gohan~, 2006)                                                    | 15                     |
| E.D.P. ~Tonde Hi ni Iru Natsu no Kimi~ (do álbum RADWIMPS 3 ~Mujintō ni Motte Ikiwasureta Ichimai~, 2006) | 15                     |
| Enren (do álbum RADWIMPS 4 ~Okazu no Gohan~, 2006)                                                        | 15                     |
| Futarigoto (do álbum RADWIMPS 4 ~Okazu no Gohan~, 2006)                                                   | 15                     |
| Gimigimikku (do álbum RADWIMPS 4 ~Okazu no Gohan~, 2006)                                                  | 15                     |
| Hikikomori Rorin (do álbum RADWIMPS 2 ~Hatten Tojō~, 2005)                                                | 15                     |
| Iin desu ka? (do álbum RADWIMPS 4 ~Okazu no Gohan~, 2006)                                                 | 15                     |
| Jenifā Yamada-san (do single Yūshinron, 2006)                                                             | 15                     |
| Masu. (do álbum RADWIMPS 4 ~Okazu no Gohan~, 2006)                                                        | 15                     |
| me me she (do álbum RADWIMPS 4 ~Okazu no Gohan~, 2006)                                                    | 15                     |
| Nan Chitte (do álbum RADWIMPS 2 ~Hatten Tojō~, 2005)                                                      | 15                     |
| Oreiro Sukai (do álbum RADWIMPS 2 ~Hatten Tojō~, 2005)                                                    | 15                     |
| Saidai Kōyakusū (do álbum RADWIMPS 3 ~Mujintō ni Motte Ikiwasureta Ichimai~, 2006)                        | 15                     |
| Seputenbā-san (do álbum RADWIMPS 3 ~Mujintō ni Motte Ikiwasureta Ichimai~, 2006)                          | 15                     |
| Setsunarensa (do álbum RADWIMPS 4 ~Okazu no Gohan~, 2006)                                                 | 15                     |
| Toremoro (do álbum RADWIMPS 3 ~Mujintō ni Motte Ikiwasureta Ichimai~, 2006)                               | 15                     |
| Yubikiri Genman (do álbum RADWIMPS 4 ~Okazu no Gohan~, 2006)                                              | 15                     |
| Yūshinron (do álbum RADWIMPS 4 ~Okazu no Gohan~, 2006)                                                    | 15                     |
| Yume Banchi (do álbum RADWIMPS 4 ~Okazu no Gohan~, 2006)                                                  | 11                     |
| Sanbyōshi (do álbum RADWIMPS 4 ~Okazu no Gohan~, 2006)                                                    | 1                      |